# 塞弗倫斯
塞弗倫斯（英語：Severance）是一个美國城市，位於堪萨斯州多尼芬縣。根據2010年人口普查，該城市人口為94人。

## 地理
塞弗倫斯位于39°46′4″N 95°15′1″W / 39.76778°N 95.25028°W (39.767644,-95.250303)，根据美国人口普查局，该城市的总面积為0.14平方英里（0.36平方）。